# Austrodrillia
Austrodrillia é um gênero de gastrópodes pertencente a família Horaiclavidae.

## Espécies
- Austrodrillia agrestis (Verco, 1909)[4]
- Austrodrillia albobalteata (E. A. Smith, 1890)
- Austrodrillia angasi (Crosse, 1863)[5]
- Austrodrillia beraudiana (Crosse, 1863)[6]
- Austrodrillia dimidiata (Sowerby III, 1896)[7]
- Austrodrillia hinomotoensis Kuroda, Habe & Oyama, 1971[8]
- Austrodrillia rawitensis Hedley, 1922
- Austrodrillia saxea (Sowerby III, 1896)[9]
- Austrodrillia secunda Powell, 1965[10]
- Austrodrillia sola Powell, 1942[11]
- Austrodrillia subplicata (Verco, 1909)[12]

Espécies trazidas para a sinonímia
- Austrodrillia achatina Verco, J.C., 1909: sinônimo de  Austrodrillia dimidiata (Sowerby III, 1896)
- †Austrodrillia alpha L. C. King, 1933: sinônimo de †Aoteadrillia alpha (L. C. King, 1933)
- Austrodrillia burnupi (Sowerby III, 1897): sinônimo de Tylotiella burnupi (Sowerby III, 1897)
- †Austrodrillia cinctuta Marwick, 1929: sinônimo de †Mauidrillia clavicula Powell, 1942
- †Austrodrillia consequens C.R. Laws, 1936: sinônimo de †Aoteadrillia consequens (Laws, 1936)
- †Austrodrillia koruahinensis Bartrum & Powell, 1928: sinônimo de †Splendrillia koruahinensis (Bartrum & Powell, 1928)
- Austrodrillia hottentota (E. A. Smith, 1882): sinônimo de Tylotiella hottentota (E. A. Smith, 1882)
- Austrodrillia nenia (Hedley, 1903): sinônimo de Splendrillia nenia (Hedley, 1903)
- Austrodrillia praetermissa (E. A. Smith, 1904): sinônimo de Naudedrillia praetermissa (E. A. Smith, 1904)
- Austrodrillia woodsi (Beddome, 1883):[13] sinônimo de Splendrillia woodsi (Beddome, 1883)